# Cratere Kashira
Kashira  è un cratere sulla superficie di Marte.